# Somma Vesuviana
Somma Vesuviana är en ort och kommun i storstadsregionen Neapel, innan 2015 provinsen Neapel, i regionen Kampanien i Italien. Kommunen hade 34 981 invånare (2017).